# Военная почта

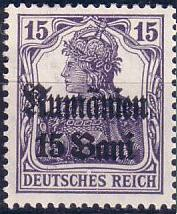
Марка Германского военного управления в Румынии (1918)

Военная почта — особый вид почтовой связи, устанавливаемой для обслуживания гражданского населения районов, которые подчиняются военному управлению, обычно во время оккупации.

## История и описание
Как правило, военная почта организуется на оккупированных территориях, в условиях, когда прежние почтовые учреждения не способны продолжать своё нормальное функционирование.
Военная почта, например, существовала в Боснии и Герцеговине в 1878—1918 годах под военным управлением Австрии, а также во время Первой мировой войны в странах, которые подвергались оккупации со стороны Германии и Австро-Венгрии.
Во Вторую мировую войну и после неё ряд территорий мира также имели действовавшую военную почту. Среди многих примеров можно упомянуть почтовые службы в Гонконге, Бирме, на Суматре, Андаманских и Никобарских островах, в Малайи, Северном Борнео, Голландской Ост-Индии и на Филиппинах, которые были взяты под контроль японскими военными администрациями на этих оккупированных Японией территориях.
Для оплаты пересылки почтовой корреспонденции через военную почту обычно выпускаются специальные почтовые марки, имеющие соответствующий текст и/или надпечатки.

Почтовые марки Второй мировой войны: европейский театр военных действий
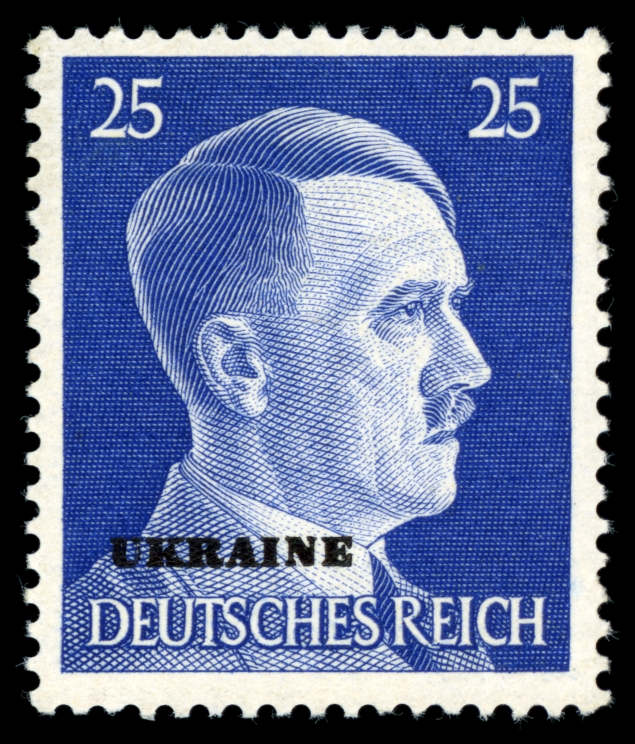
Надпечатанная марка с портретом Гитлера для рейхскомиссариата Украина, 1941 (Mi #13)
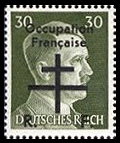
Надпечатанная марка с лотарингским крестом для французской оккупационной зоны (1945)

Почтовые марки Второй мировой войны: азиатский театр военных действий
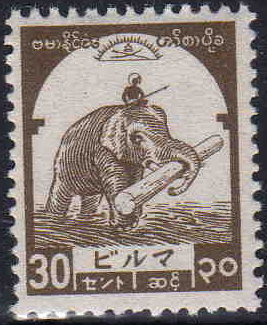
Японская оккупация Бирмы (1943)
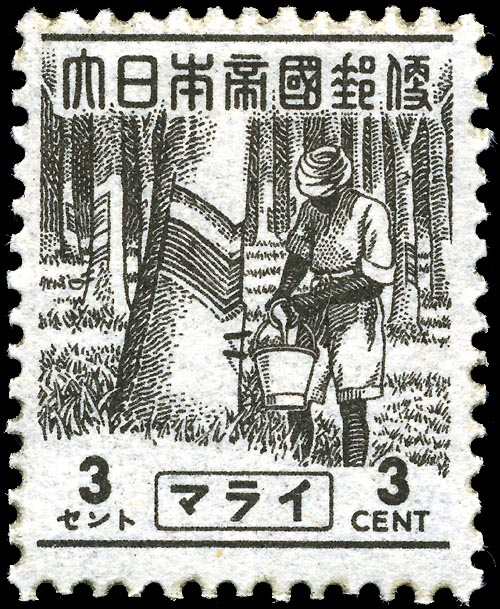
Японская оккупация Малайи (1943)
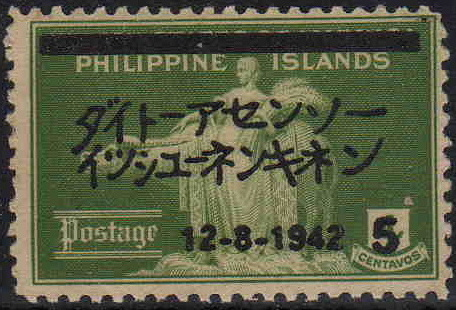
Надпечатанная марка для оккупированных Филиппин (1942)
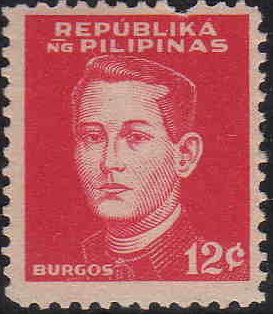
Японская оккупация Филиппин (1944)
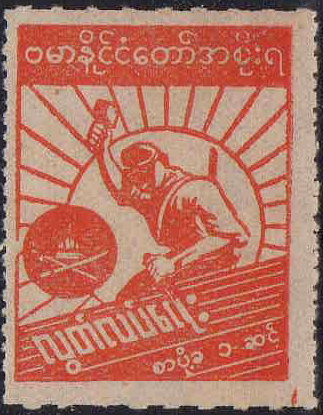
Марка в честь создания Бирмы (1943)